# Estaing (Aveyron)
Die Gemeinde Estaing mit 507 Einwohnern (Stand 1. Januar 2022) liegt in der französischen Region Okzitanien im Département Aveyron und ist Hauptort des gleichnamigen Kantons. Der Ort liegt am Fernwanderweg GR 65, der weitgehend dem historischen Verlauf des französischen Jakobsweges „Via Podiensis“ folgt.
Von der Vereinigung Les plus beaux villages de France wurde Estaing zu einem der schönsten Dörfer Frankreichs erklärt.

## Geografie und Verkehr

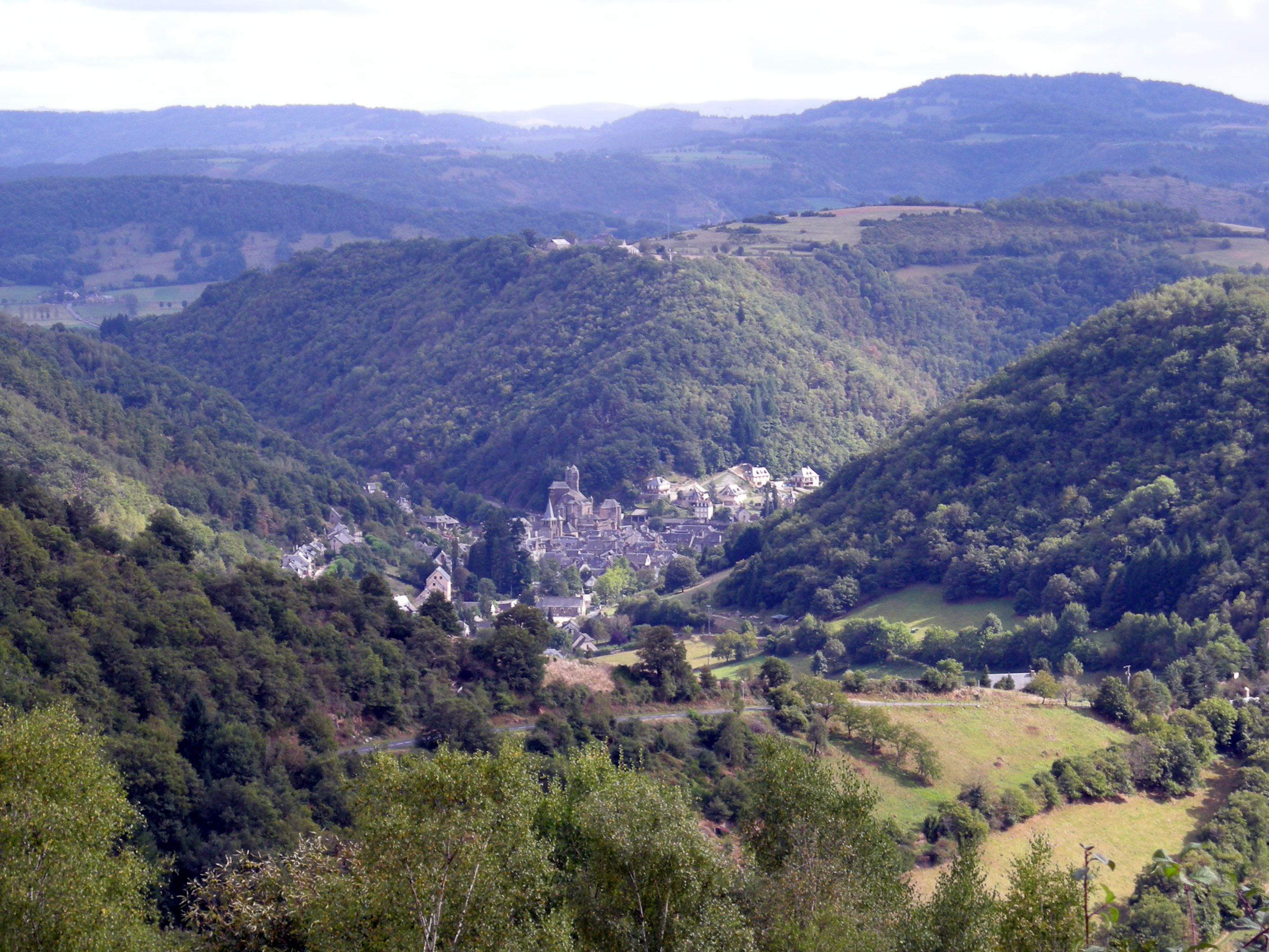
Estaing und Umgebung

Estaing liegt im südwestlichen Teil des Zentralmassives am Ufer des Lot und der Einmündung seines Zuflusses Coussane. Das Gemeindegebiet gehört zum Regionalen Naturpark Aubrac. Die nächsten französischen Großstädte sind Lyon (216 km) im Nordosten, Toulouse (144 km) im Südwesten, Bordeaux (260 km) im Westen und Montpellier (142 km) im Südosten.
Der nächste Flughafen ist Rodez-Marcillac, der unter anderem von Air France und von Ryanair angeflogen wird. Über die D22 ist er circa 35 Straßenkilometer entfernt. Die nächsten Bahnstationen sind Gare de Rodez, Gare de Cergy – Saint-Christophe und Gare SNCF Viviez – Decazeville mit täglichen Verbindungen nach Paris und Toulouse.
In Estaing kreuzen sich die D920, welche dem Lot folgt, mit der aus Norden kommenden D97 und der aus Osten kommenden D22.

## Geschichte
Der Ursprung des Ortes ist unbekannt. Das Zentrum des Ortes bildet das Schloss der Familie d’Estaing. Guilaume d’Estaing war mit dem englischen König Richard Löwenherz auf dem dritten Kreuzzug. Dieudonné d’Estaing konnte König Philipp II. in der Schlacht von Bouvines das Leben retten. Dafür durfte er fortan die königlichen Lilien in seinem Wappen führen. Während der Französischen Revolution setzte sich Charles-Hector Graf von Estaing für die königliche Familie ein. Er wurde festgenommen und sagte als Zeuge im Prozess für die Königin aus. Daraufhin wurde er selbst zum Tode verurteilt. Der Name d’Estaing wurde 1922 von der Familie des späteren französischen Staatspräsidenten Valéry Giscard d’Estaing angenommen; eine Vorfahrin stammte aus dem Geschlecht d'Estaing.

### Bevölkerungsentwicklung
| Jahr                       | 1962 | 1968 | 1975 | 1982 | 1990 | 1999 | 2006 | 2016 |
| -------------------------- | ---- | ---- | ---- | ---- | ---- | ---- | ---- | ---- |
| Einwohner                  | 809  | 718  | 667  | 666  | 665  | 612  | 610  | 475  |
| Quellen: Cassini und INSEE |      |      |      |      |      |      |      |      |

## Jakobsweg (Via Podiensis)
In Estaing gibt es neben der Touristinformation Hotels und Restaurants, mehrere Pilgerherbergen (französisch: Gîte d’étape). Außerdem verfügt der Ort über einen Campingplatz. Der Jakobsweg führt von hier aus den Lot abwärts bis Cahors, jedoch wegen der Enge des Tales nicht immer direkt am Fluss.
Nach Livinhac-le-Haut führt als Straßenverbindung entlang der Lot die D920a bis Entraygues und weiter über die Nebenstraßen D107, D42 und D627.

## Sehenswürdigkeiten
- Kirche Saint-Fleuret aus dem 15. Jahrhundert
- Das Château d’Estaing aus dem 15. Jahrhundert war das Schloss der Familie Estaing. Die Familie starb im Mannesstamme zwar im 18. Jahrhundert aus, ihr Titel wurde durch ein Dekret zur Genehmigung der Namensänderung[3] des Französischen Staatsrates vom 17. Juni 1922[4] auf Edmond Giscard[5] und seine beiden Brüder Joseph und Philippe (sowie all ihre Nachkommen) übertragen. Hierbei wurde der Nachname d'Estaing von ihrer 1844 verstorbenen Großmutter Lucie-Madeleine d'Estaing an den Nachnamen Giscard angehängt.[6] Der Sohn von Edmond Giscard, Valéry Giscard d’Estaing, früherer französischer Staatspräsident, hat das Schloss 2005 gemeinsam mit seinem Bruder und einem Cousin erworben. Es wird derzeit zu einem Konferenzzentrum umgebaut.
- Die alte Brücke über den Lot mit ihren vier steinernen Bögen entstand zu Beginn des 16. Jahrhunderts im Zusammenhang mit der Einrichtung von drei jährlichen Markttagen. Die Initiative geht auf „Bienheureux“ (der Glückselige) François d’Estaing, Bischof von Rodez zurück, der sie 1524 einweihte. Sein Standbild steht seit 1866 auf der Mitte der Brücke. Auf der anderen Brückenseite wurde im 20. Jahrhundert ein großes schmiedeeisernes Kreuz aufgestellt. Die Brücke gehört seit 1998 zum Weltkulturerbe der UNESCO „Wege der Jakobspilger in Frankreich“

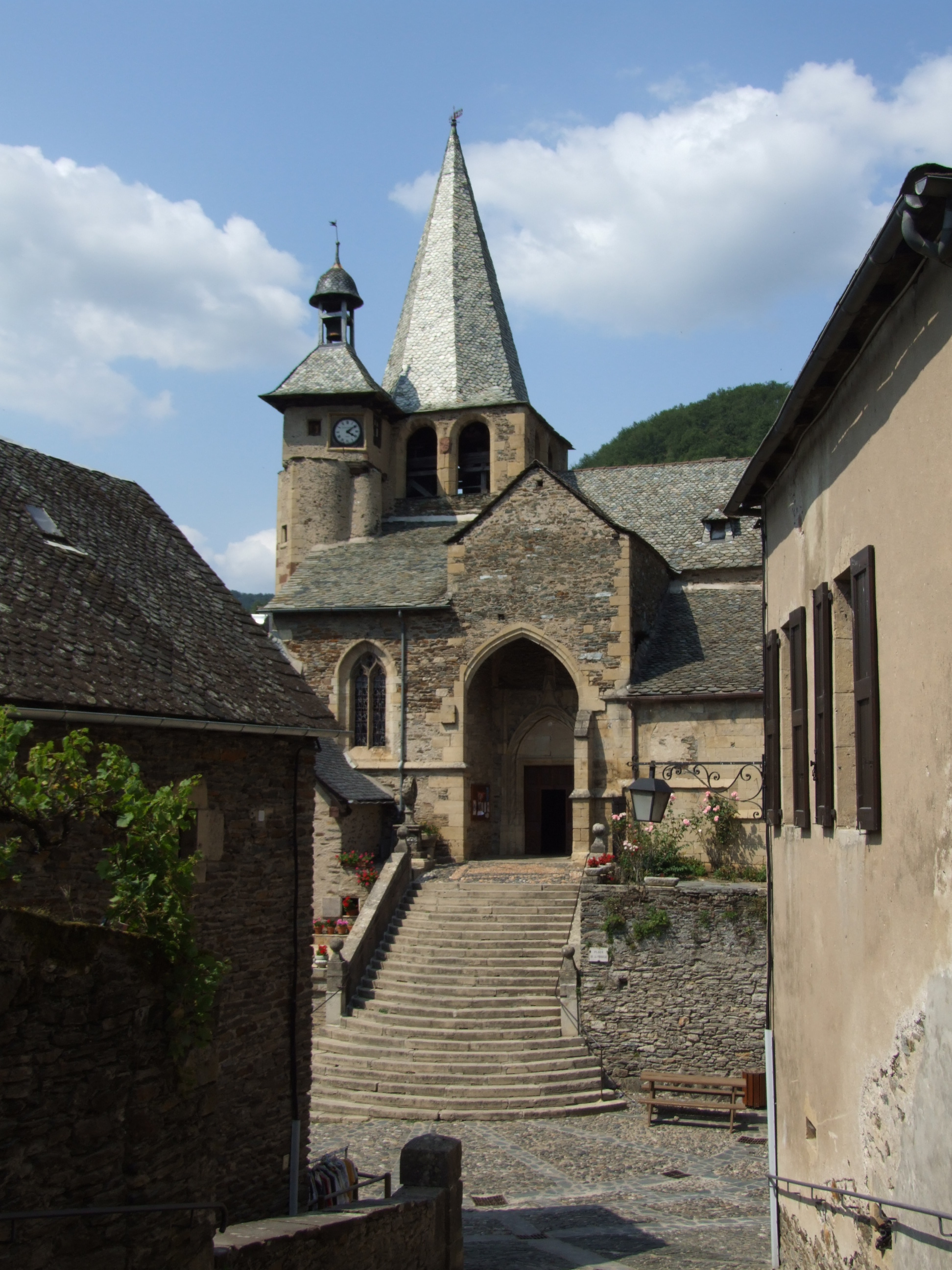
Die Kirche Saint-Fleuret in Estaing
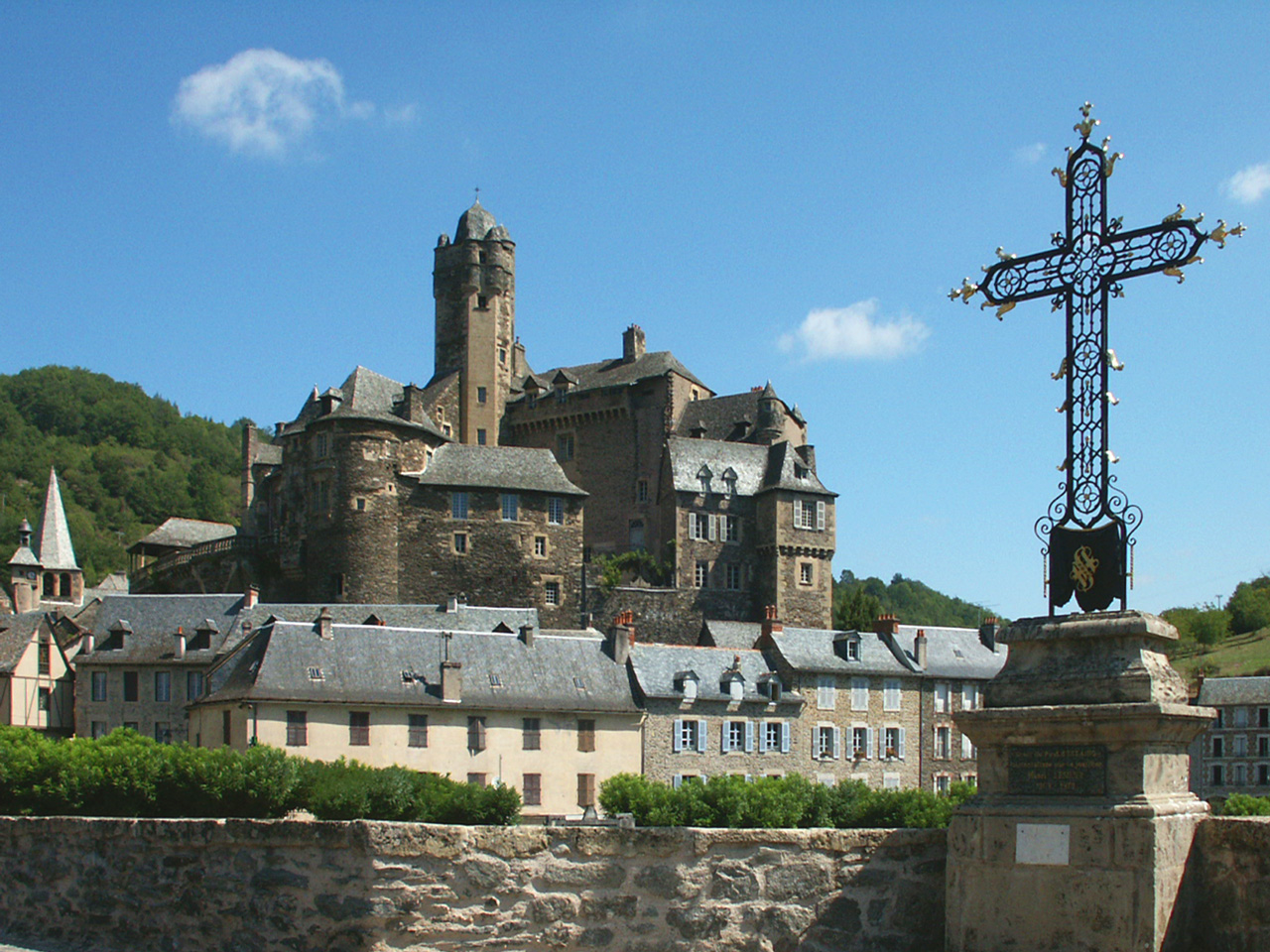
Das Schloss Château d’Estaing
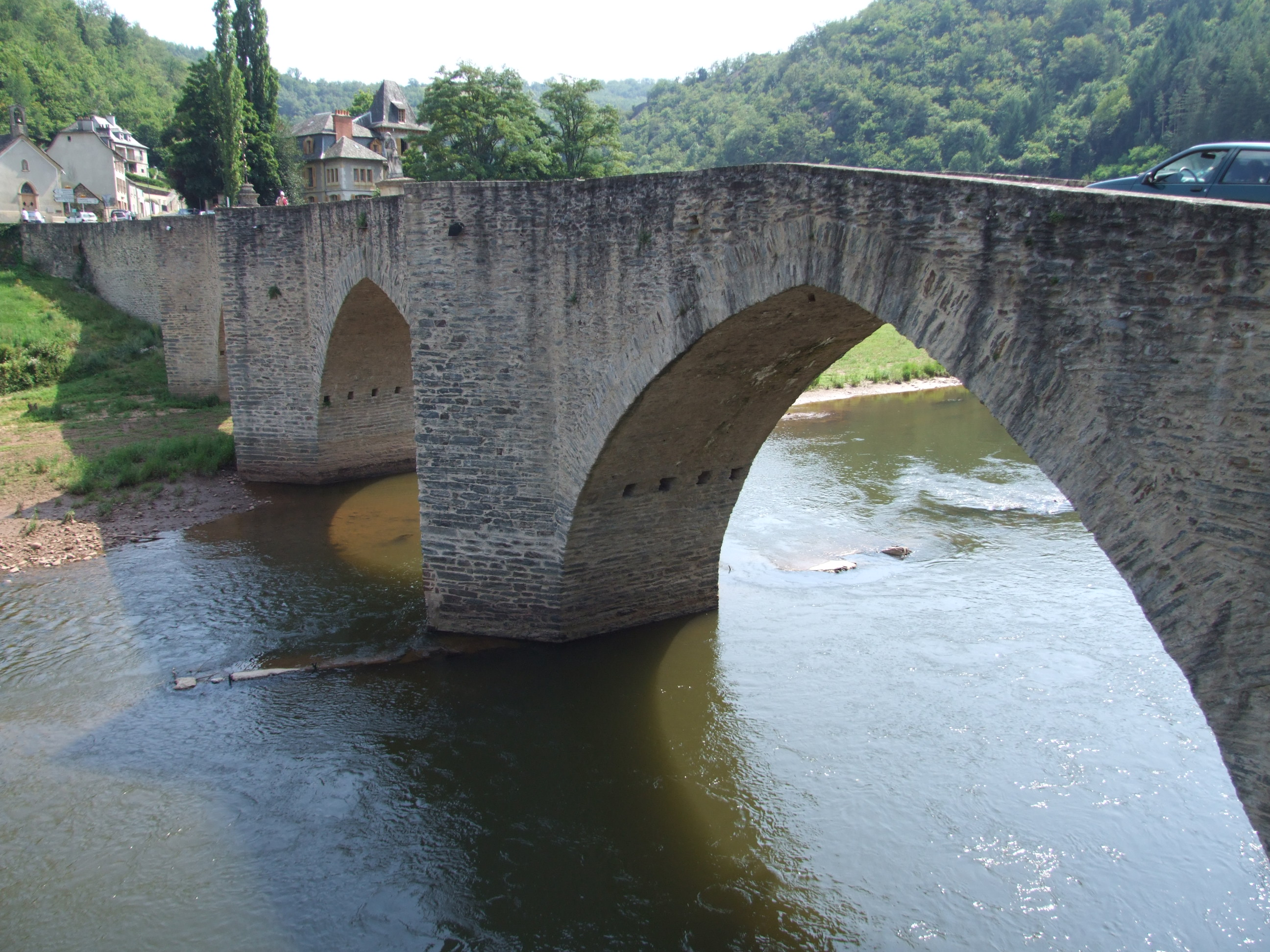
Die alte Brücke über den Lot
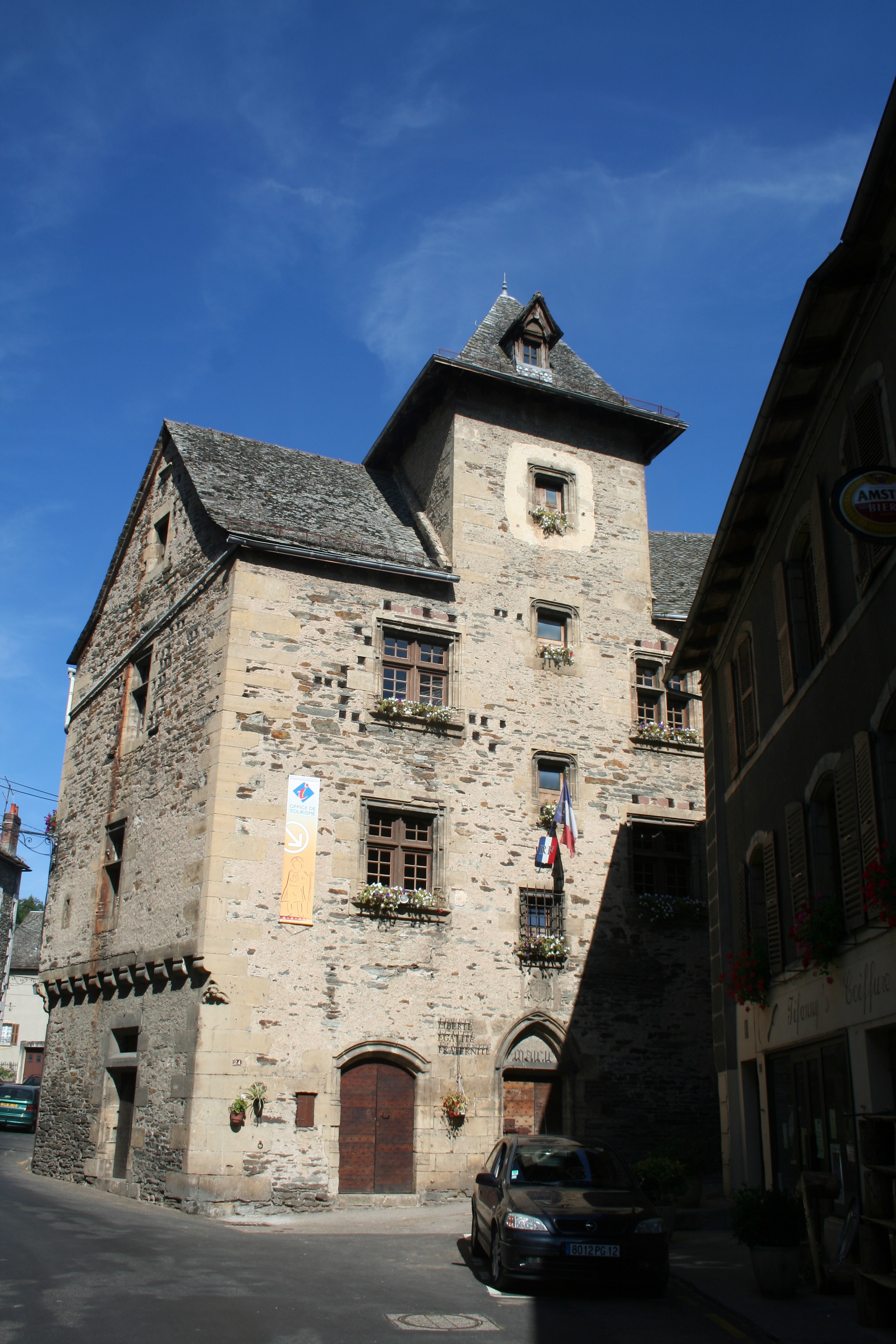
Das Rathaus von Estaing